# Physarales
Physarales (T.Macbr. (1922) ) o Physariida è un ordine della classe Myxogastria. Comprende tre famiglie.

## Nomenclatura
L'ordine fu introdotto da Thomas Huston Macbride nel 1922.

## Suddivisione

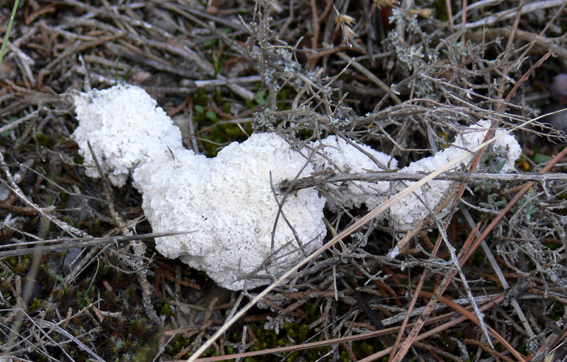
Mucilago crustacea

Sia secondo NCBI che per Catalogue of Life l'ordine è ripartito in tre famiglie: 
- Didymiaceae
- Elaeomyxaceae
- Physaraceae